# Gubbahalli, Krishnarajpet
Gubbahalli là một làng thuộc tehsil Krishnarajpet, huyện Mandya, bang Karnataka, Ấn Độ.